# Diastata costata
Diastata costata is een vliegensoort uit de familie van de Diastatidae. De wetenschappelijke naam van de soort is voor het eerst geldig gepubliceerd in 1830 door Meigen.